# 閻慧卿
閻慧卿（1910年—1949年×），乳名五鮮，人稱五妹子或五姑娘，山西省五台县（今定襄县）人。閻錫山的堂妹，閻叫她「五鮮子」。

## 生平
閻慧卿是閻錫山叔父閻書典第三個妻子曲氏所生。在閻書典五個女兒中排行第五。早年在太原人教會加辣女子學校學習，嫁河邊村的曲佩環，是日本留學生，曾任榆次晉華紡織廠經理，不久病逝。閻慧卿再嫁給崞縣（今定襄縣）北社村的梁延式。梁是清華大學畢業生，後留學日本早稻田大學，結婚前雙方商定，婚後生活方式互不干涉。閻錫山妾徐蘭森因心臟病故後，慧卿負責照看閻錫山吃飯等生活起居。
1949年解放军占领太原前夕任省婦女會理事長。四月二十四日上午，解放军迫近山西省政府大樓時，代省主席梁敦厚與閻慧卿服毒自殺。事前並囑咐衛士柏广元焚屍以全志節，臨死前給時在上海的閻錫山发送绝命电：「連日炮聲如雷，震耳欲聾。彈飛似雨，駭魄驚心。屋外煙焰瀰漫，一片火海；室內昏黑死寂，萬念俱灰。大勢已去，巷戰不支。徐端赴難，敦厚殉城。軍民千萬，浴血街頭。同仁五百，成仁火中。妹雖女流，死志已決。目睹玉碎，豈敢瓦全？生既未能挽國家狂瀾於萬一，死後當遵命屍首不與匪共見。臨電依依，不盡所言！今生已矣，一別永訣。來生再見，願非虛幻。妹今發電之刻尚在人間，大哥至閱電之時，已成隔世！前樓火起，後山崩頹。死在眉睫，心轉平安。嗟乎，果上蒼之有召耶？痛哉！抑列祖之矜憫耶？」